# Marie Osmond
Olive Marie Osmond (Ogden, 13 ottobre 1959) è una cantante e conduttrice televisiva statunitense.

## Biografia
Nata in Utah, è membro della famiglia del mondo dello spettacolo The Osmonds. Tuttavia non ha mai cantato con il gruppo di famiglia, ma ha intrapreso una carriera a parte, da solista, nel mondo della musica country nei primi anni '70.
Il suo brano più celebre, considerato come signature song è la ballata Paper Roses, pubblicata nel 1973 e originariamente interpretata da Anita Bryant. Sempre nel 1973 ha pubblicato il suo primo album in studio, anch'esso intitolato Paper Roses e prodotto da Sonny James.
Nel 1974 ha interpretato due duetti con il fratello Donny Osmond: I'm Leaving It All Up to You e Morning Side of the Mountain.
Dal 1976 al 1979, insieme al fratello Donny Osmond, ha presentato il varietà televisivo Donny & Marie. Con il fratello Donny, soprattutto negli anni '70, ha anche inciso numerosi album come duo chiamato Donny & Marie. Nel 1975 ha prestato la voce a un personaggio del film d'animazione Hugo l'ippopotamo.
Nel 1985, dopo circa sette anni dal precedente disco, ha pubblicato There's No Stopping Your Heart dopo aver firmato per Capitol Records e Curb Records. Nel disco è presente un duetto con Dan Seals (Meet Me in Montana).
Dal 1984 al 1986 ha condotto il programma-documentario Ripley's Believe It or Not! in onda sulla ABC.
Dopo altri tre album usciti entro il 1989, si dedica ad altri progetti. Tra questi vi è la partecipazione alla sitcom Maybe This Time (1995-1996). Nel periodo settembre 1998-maggio 2000 ha di nuovo fatto coppia in TV con il fratello Donny Osmond, con cui ha condotto il talk show Donny & Marie.
Nel 2007 ha fatto parte del cast del programma dedicato al ballo Dancing with the Stars.
Il nono album I Can Do This esce nel 2010 ed è un disco di musica cristiana.
Dall'ottobre 2012 al luglio 2013 ha condotto il talk show Marie in onda su Hallmark Channel.
Nell'aprile 2016 pubblica il suo decimo album Music Is Medicine, in cui ritorna alla musica country con la produzione di Jason Deere. Nell'album sono presenti i "featuring" di Olivia Newton-John, Sisqó, John Rich, Diamond Rio e Alex Boyé.

## Riconoscimenti
- Young Hollywood Hall of Fame (1970's)

## Discografia

### Album in studio
Solista
- 1973 - Paper Roses
- 1974 - In My Little Corner of the World
- 1975 - Who's Sorry Now
- 1977 - This Is the Way That I Feel
- 1985 - There's No Stopping Your Heart
- 1986 - I Only Wanted You
- 1988 - All in Love
- 1989 - Steppin' Stone
- 2010 - I Can Do This
- 2016 - Music Is Medicine

Donny & Marie
- 1974 - I'm Leaving It All Up to You
- 1975 - Make the World Go Away
- 1976 - Featuring Songs from Their Television Show
- 1976 - New Season
- 1977 - Winning Combination
- 1978 - Goin' Coconuts (soundtrack)
- 2009 - Donny & Marie
- 2011 - Donny & Marie

### Raccolte
- 1976 - Osmond Family Christmas
- 1990 - The Best of Marie Osmond
- 1993 - Greatest Hits (con Donny Osmond)
- 1995 - 25 Hits Special Collection
- 2002 - 20th Century Masters: The Millennium Collection (con Donny Osmond)
- 2007 - Magic of Christmas
- 2008 - Dancing with the Best of Marie Osmond

## Filmografia parziale

### Televisione
- Love Boat - serie TV, episodi 6x01-6x02 (1982)
- Maybe This Time - serie TV, 18 episodi (1995-1996)
- Un detective in corsia (Diagnosis: Murder) - serie TV, episodio 7x09 (1999)
- Un viaggio per Natale (The Road Home for Christmas), regia di Peter Sullivan - film TV (2019)
- Beautiful - soap opera, 3 episodi (2023)
- Fantasy Island - serie TV, episodio 2x08 (2023)